# 岩見沢市立北真小学校
岩見沢市立北真小学校（いわみざわしりつ ほくしんしょうがっこう）は、北海道岩見沢市稔町30番地7にある市立小学校。1988年（昭和63年）に、稔小学校、大願小学校を統合し、さらに第一小学校の一部を割譲して新設された。
校区は北本町、桜木1条、稔町、大願町、峰延町。

## 年間行事
- 4月 - 入学式、始業式
- 5月 - 1年生を迎える会、交通安全教室
- 6月 - 運動会、修学旅行、社会見学
- 7月 - 開校記念日、1学期終業式
- 8月 - 2学期始業式
- 9月 - 写生会
- 10月 - 子ども文化祭音楽発表会、鉄北三校交流会、学習発表会、避難訓練
- 11月 - 公開研究会
- 12月 - 2学期終業式
- 1月 - 3学期始業式、スキー学習
- 2月 - 新1年生1日入学、中学入学説明会
- 3月 - 6年生を送る会、卒業式、修了式

## 沿革
- 1987年（昭和62年）- 校舎完成、屋体完成
- 1988年（昭和63年）- 開校式、プール完成
- 1993年（平成5年）- ボランティア活動指定校、コミュニティ・スクールモデル校開始
- 1996年（平成8年）- 子どもに優しい町づくり推進校の指定
- 2000年（平成12年）- PTA主催「北真ライブ」開催
- 2002年（平成14年）- 障がい児学級（知的）設置
- 2004年（平成16年）- 障がい児学級（肢体不自由）設置

## 交通
- 北海道中央バス岩見沢ターミナルから、鉄北循環線（系統7または8、桜木経由）で「北真小前」下車徒歩1分。

## 周辺
- 岩見沢市北真児童館